# Territorio Indígena Tayní
Tayní es uno de los territorios indígenas del pueblo cabécar de Costa Rica, fundado en 1984.

La lengua cabécar es la más hablada por la población, en un 80% (alcanza hasta el 96% en Chirripó). Los cabécar son la comunidad indígena costarricense más aislada y de más difícil acceso, por lo que también es una de las que más ha preservado su cultura, idioma y religión.

## Geografía
Abarca los territorios cabécares de la región de La Estrella. Las poblaciones se esparcen a través de los cauces de los ríos Estrella y Coén, los cuales se unen en un sector de esta región.

## Demografía
Para el censo de 2011, este territorio tiene una población total de 2850 habitantes, de los cuales 2641 habitantes (92,67%) son autoidentificados cómo de etnia indígena.